# Сент-Клементс
Сент-Клементс (англ. St. Clements) — сільський муніципалітет в Канаді, у провінції Манітоба.

## Населення
За даними перепису 2016 року, сільський муніципалітет нараховував 10876 жителів, показавши зростання на 3,5%, порівняно з 2011-м роком. Середня густина населення становила 14,9 осіб/км².
З офіційних мов обидвома одночасно володіли 725 жителів, тільки англійською — 10 100, а 45 — жодною з них. Усього 1,220 осіб вважали рідною мовою не одну з офіційних, з них 20 — одну з корінних мов, а 150 — українську.
Працездатне населення становило 68,5% усього населення, рівень безробіття — 5,1% (6,6% серед чоловіків та 3,5% серед жінок). 86,1% були найманими працівниками, 13,2% — самозайнятими.
Середній дохід на особу становив $50 577 (медіана $40 348), при цьому для чоловіків — $60 665, а для жінок $39 793 (медіани — $47 506 та $34 112 відповідно).
29,2% мешканців мали закінчену шкільну освіту, не мали закінченої шкільної освіти — 19,8%, 51% мали післяшкільну освіту, з яких 25,5% мали диплом бакалавра, або вищий, 10 осіб мали вчений ступінь.
| Статево-вікова структура населення | Статево-вікова структура населення | Статево-вікова структура населення | Статево-вікова структура населення | Статево-вікова структура населення |
| ---------------------------------- | ---------------------------------- | ---------------------------------- | ---------------------------------- | ---------------------------------- |
|                                    |                                    |                                    |                                    |                                    |
| Всього                             | Всього                             | 51,5%48,5%                         |                                    |                                    |
| 0 — 14 років                       | 0 — 14 років                       |                                    | 15,4%                              | 15,4%                              |
| 15 — 64 років                      | 15 — 64 років                      |                                    | 68,2%                              | 68,2%                              |
| 65 і більше                        | 65 і більше                        |                                    | 16,4%                              | 16,4%                              |
| 85 і більше                        | 85 і більше                        |                                    | 0,8%                               | 0,8%                               |
| Середній вік (років)               | Середній вік (років)               | 42,542,4                           | 42,4                               | 42,4                               |
| Медіана (років)                    | Медіана (років)                    | 46,646,3                           | 46,5                               | 46,5                               |
| — чоловіки — жінки                 |                                    |                                    |                                    |                                    |

| Походження мешканців:     | Походження мешканців:     | Походження мешканців: | Походження мешканців: | Походження мешканців: |
| ------------------------- | ------------------------- | --------------------- | --------------------- | --------------------- |
| Походження                |                           |                       | осіб                  | %                     |
| Корінні американці        | Корінні американці        |                       | 1 665                 | 15.51%                |
| Інше північноамериканське | Інше північноамериканське |                       | 2 595                 | 24.17%                |
| Європейське               | Європейське               |                       | 9 460                 | 88.12%                |
| британське                | британське                |                       | 4 415                 | 41.13%                |
| французьке                | французьке                |                       | 1 545                 | 14.39%                |
| українське                | українське                |                       | 3 305                 | 30.79%                |
| Карибське                 | Карибське                 |                       | 20                    | 0.19%                 |
| Латинськоамериканське     | Латинськоамериканське     |                       | 65                    | 0.61%                 |
| Африканське               | Африканське               |                       | 15                    | 0.14%                 |
| Азійське                  | Азійське                  |                       | 145                   | 1.35%                 |
| Океанійське               | Океанійське               |                       | 10                    | 0.09%                 |

| Зайнятість населення за галузями (за класифікацією NOC): | Зайнятість населення за галузями (за класифікацією NOC): | Зайнятість населення за галузями (за класифікацією NOC): | Зайнятість населення за галузями (за класифікацією NOC): | Зайнятість населення за галузями (за класифікацією NOC): |
| -------------------------------------------------------- | -------------------------------------------------------- | -------------------------------------------------------- | -------------------------------------------------------- | -------------------------------------------------------- |
|                                                          |                                                          |                                                          |                                                          |                                                          |
| Управління                                               | Управління                                               |                                                          | 12,9%                                                    | 12,9%                                                    |
| Бізнес, фінанси та адміністрування                       | Бізнес, фінанси та адміністрування                       |                                                          | 15,8%                                                    | 15,8%                                                    |
| Природничі та прикладні науки                            | Природничі та прикладні науки                            |                                                          | 5,9%                                                     | 5,9%                                                     |
| Охорона здоров'я                                         | Охорона здоров'я                                         |                                                          | 6,6%                                                     | 6,6%                                                     |
| Освіта, правозахист, муніципальні та урядові служби      | Освіта, правозахист, муніципальні та урядові служби      |                                                          | 10,5%                                                    | 10,5%                                                    |
| Мистецтво, культура, відпочинок та спорт                 | Мистецтво, культура, відпочинок та спорт                 |                                                          | 1,4%                                                     | 1,4%                                                     |
| Роздрібна торгівля та послуги                            | Роздрібна торгівля та послуги                            |                                                          | 19,5%                                                    | 19,5%                                                    |
| Гуртова торгівля, транспорт та обладнання                | Гуртова торгівля, транспорт та обладнання                |                                                          | 22,4%                                                    | 22,4%                                                    |
| Природні ресурси, сільське господарство                  | Природні ресурси, сільське господарство                  |                                                          | 2,5%                                                     | 2,5%                                                     |
| Виробництво                                              | Виробництво                                              |                                                          | 2,4%                                                     | 2,4%                                                     |

## Населені пункти
До складу сільського муніципалітету входить індіанська резервація Броукенгед 4, а також хутори, інші малі населені пункти та розосереджені поселення.

## Клімат
Середня річна температура становить 2,2°C, середня максимальна – 23,1°C, а середня мінімальна – -25,5°C. Середня річна кількість опадів – 552 мм.
| Клімат поселення                              | Клімат поселення | Клімат поселення | Клімат поселення | Клімат поселення | Клімат поселення | Клімат поселення | Клімат поселення | Клімат поселення | Клімат поселення | Клімат поселення | Клімат поселення | Клімат поселення | Клімат поселення |
| Показник                                      | Січ.             | Лют.             | Бер.             | Квіт.            | Трав.            | Черв.            | Лип.             | Серп.            | Вер.             | Жовт.            | Лист.            | Груд.            |                  |
| Середній максимум, °C                         | −12,62           | −8,32            | −0,89            | 9,46             | 17,79            | 23,06            | 23,11            | 22,37            | 16,58            | 9,50             | −0,4             | −10,42           |                  |
| Середня температура, °C                       | −19,04           | −14,74           | −7,3             | 3,00             | 11,35            | 16,60            | 19,08            | 18,34            | 12,55            | 5,50             | −4,43            | −14,45           |                  |
| Середній мінімум, °C                          | −25,47           | −21,18           | −13,74           | −3,39            | 4,92             | 10,20            | 15,04            | 14,33            | 8,51             | 1,50             | −8,46            | −18,48           |                  |
| Норма опадів, мм                              | 19               | 12               | 24               | 26               | 63               | 97               | 89               | 79               | 58               | 41               | 24               | 20               |                  |
| Середньомісячна швидкість вітру, м/с          | 3.80             | 3.70             | 3.90             | 4.07             | 4.10             | 3.70             | 3.40             | 3.60             | 4.00             | 4.24             | 4.14             | 3.88             |                  |
| Середньомісячна сонячна радіація, кДж/м²·день | 4314             | 7721             | 12593            | 17125            | 20077            | 21055            | 21439            | 18207            | 12414            | 7378             | 4109             | 3177             |                  |
| --------------------------------------------- | ---------------- | ---------------- | ---------------- | ---------------- | ---------------- | ---------------- | ---------------- | ---------------- | ---------------- | ---------------- | ---------------- | ---------------- | ---------------- |
| Джерело:                                      |                  |                  |                  |                  |                  |                  |                  |                  |                  |                  |                  |                  |                  |